# Kekenboschiella
Kekenboschiella is een geslacht van spinnen uit de  familie van de Mysmenidae.

## Soorten
- Kekenboschiella awari Baert, 1984
- Kekenboschiella marijkeae Baert, 1982
- Kekenboschiella nubiai Baert, 1984
- Kekenboschiella vangoethemi Baert, 1982